# Daniel Oss
Daniel Oss (Trento, 13 gennaio 1987) è un ciclista su strada e pistard italiano.
È stato uno specialista delle classiche di ciclismo su strada professionistico dal 2009 al 2023.

## Carriera

### 2004-2008: gli esordi
Nel 2004, tra gli allievi, arrivano i suoi primi risultati di spicco: si distingue infatti nei campionati nazionali di ciclismo su pista di categoria a Pordenone collezionando tre podi contornati dalla vittoria nella specialità dell'inseguimento individuale; nello stesso anno conquista, nelle file della Nazionale italiana, il terzo posto nel campionato europeo allievi nella specialità dell'americana disputato a Fiorenzuola.
Nel 2004, primo anno di juniores con la maglia dell'Aurora di Trento, affiliata con la storica S.S. Aquila di Ponte a Ema, ottiene 3 vittorie su strada oltre a vestire la maglia tricolore nell'inseguimento in pista. Al secondo anno di juniores, nel 2005, ottiene invece 9 vittorie su strada e conquista un posto nella nazionale ai mondiali. Tra i successi più prestigiosi dei due anni da juniores, spicca il bis (2004-2005) ottenuto nel Gran Premio Città di Lucca.
Nel 2006, passato alla categoria Under-23 con la Zalf-Désirée-Fior, si aggiudica cinque corse, a Ponton, Isola Vicentina, Pessina Cremonese, Bibano di Godega e Isola della Scala in maglia azzurra, e il titolo nazionale di inseguimento a squadre Open a Bassano del Grappa. Nel 2007 fa quindi sue due gare minori e partecipa ai campionati del mondo su pista di Palma di Maiorca, mentre nel 2008, oltre a vincere tre gare, tra cui spicca quella di Briga Novarese, prende parte ai campionati del mondo a Varese: nella prova su strada Under-23 conquista l'ottavo posto al termine di una corsa che lo vede protagonista tra i fuggitivi.

### 2009-2012: Liquigas
Nel 2009 passa al professionismo con la Liquigas; entra per la prima volta nei primi dieci in una corsa professionistica quando nella Volta a Catalunya, nel prologo iniziale, conclude al nono posto staccato di soli 4 secondi dal vincitore Thor Hushovd. Partecipa al campionato nazionale su pista e conquista la medaglia d'oro nell'inseguimento a squadre in quartetto con Jacopo Guarnieri, Elia Viviani e Davide Cimolai. Nel finale di stagione riesce a piazzarsi anche più volte nei cinque: due volte quarto al Tour of Missouri e quinto al Gran Premio Industria e Commercio di Prato.
Nel 2010 conquista dei piazzamenti di rilievo classificandosi quinto alla Gand-Wevelgem e quarto in una tappa della Tre Giorni di La Panne. A luglio partecipa al Tour de France dove ottiene il premio della combattività nella diciottesima tappa. In agosto centra la prima vittoria da professionista aggiudicandosi il Giro del Veneto. Viene quindi convocato in Nazionale dal commissario tecnico Paolo Bettini per disputare i campionati mondiali di Melbourne. Impiegato nella gara in linea, si ritira dopo aver svolto ruoli di gregariato.
Apre la stagione 2011 con il terzo posto al Giro della Provincia di Reggio Calabria. In agosto coglie il suo secondo successo fra i professionisti aggiudicandosi la sesta tappa dell'USA Pro Cycling Challenge, in Colorado; nel mese seguente viene inserito nella lista dei convocati per i campionati del mondo di Copenaghen. Inizia il 2012 al Tour of Qatar, arrivando secondo nella quinta tappa vinta dal britannico Mark Cavendish; si classifica poi nono alla Milano-Sanremo e terzo al Gran Premio di Carnago, e partecipa anche al terzo Tour de France consecutivo.

### 2013-2017: BMC Racing Team
Dalla stagione 2013 si trasferisce tra le file del BMC Racing Team.

### 2018-2021: Bora-Hansgrohe
Dalla stagione 2018 si trasferisce tra le file della Bora-Hansgrohe

### 2022-2023: TotalEnergies
Dalla stagione 2022 si trasferisce tra le file del TotalEnergies

### 2024-: Aurora
Dalla stagione 2024 abbandona il ciclismo su strada e gareggia nella specialità Gravel.

## Palmarès

### Strada
- 2010 (Liquigas-Doimo, una vittoria)

Giro del Veneto
- 2011 (Liquigas-Cannondale, una vittoria)

6ª tappa USA Pro Cycling Challenge (Golden > Denver)

#### Altri successi
- 2006 (Zalf Fior)

Coppa Ardigó
Circuito di Bibano di Godega
G.P. Colli Isolani - Memorial Amilcare Tronca
Criterium di Ponton
Memorial Guido Zamperoli
G.P. Fiera del Riso
- 2007 (Zalf Fior)

Circuito di Bibano di Godega
- 2008 (Zalf Fior)

Giro dei Tre Ponti
Coppa Città di Lonigo
Trofeo Sportivi di Briga
Circuito dell'Assunta
- 2010 (Liquigas)

Classifica giovani Giro della Provincia di Reggio Calabria
- 2011 (Liquigas)

Classifica giovani Giro della Provincia di Reggio Calabria
- 2014 (BMC Racing Team)

1ª tappa Giro del Trentino (Riva del Garda > Arco)
Campionati del mondo, Cronosquadre
- 2015 (BMC Racing Team)

Classifica scalatori Tour of California
3ª tappa Critérium du Dauphiné (Roanne > Montagny, Cronosquadre)
9ª tappa Tour de France (Vannes > Plumelec, Cronosquadre)
Campionati del mondo, Cronosquadre
- 2016 (BMC Racing Team)

1ª tappa Tirreno-Adriatico (Lido di Camaiore, cronosquadre)
Classifica Traguardi Volanti Giro d'Italia
Premio della Fuga Giro d'Italia
5ª tappa Eneco Tour (Sittard-Geleen, cronosquadre)
- 2017 (BMC Racing Team)

1ª tappa Tirreno-Adriatico (Lido di Camaiore, cronosquadre)
1ª tappa Vuelta a España (Nîmes, cronosquadre)
Classifica scalatori Tour of Guangxi

### Pista
- 2004

Campionati italiani, Inseguimento individuale Juniores
- 2006

Campionati italiani, Inseguimento a squadre (con Giampaolo Biolo, Alessandro Cantone ed Enrico Peruffo)
- 2009

Campionati italiani, Inseguimento a squadre (con Davide Cimolai, Jacopo Guarnieri ed Elia Viviani)

## Piazzamenti

### Grandi Giri
- Giro d'Italia

2013: 140º
2014: 103º
2016: 111º
2021: 112º
- Tour de France

2010: 121º
2011: 100º
2012: 105º
2014: 69º
2015: 97º
2018: 112º
2019: 89º
2020: 105º
2021: 115º
2022: non partito (6ª tappa)
2023: 88º
- Vuelta a España

2017: non partito (17ª tappa)

### Classiche monumento
- Milano-Sanremo

2010: 23º
2012: 9º
2013: ritirato
2015: 50º
2016: 96º
2017: 77º
2018: 32º
2019: 13º
2020: 70º
2021: 32º
2022: 42º
2023: 35º
- Giro delle Fiandre

2009: 100º
2010: 28º
2011: 122º
2012: 60º
2013: 12º
2015: 11º
2016: 16º
2017: 61º
2018: 26º
2019: 49º
2020: 61º
2021: 87º
2022: ritirato
- Parigi-Roubaix

2009: 92º
2010: 60º
2011: 77º
2012: 60º
2013: ritirato
2015: 67º
2016: ritirato
2017: 21º
2018: 40º
2019: ritirato
2021: ritirato
2022: 72º
2023: ritirato

### Competizioni mondiali
- Campionati del mondo su strada

Vienna 2005 - In linea Juniores: 71º
Varese 2008 - In linea Under-23: 8º
Melbourne 2010 - In linea Elite: ritirato
Copenaghen 2011 - In linea Elite:  82º
Toscana 2013 - Cronosquadre: 4º
Ponferrada 2014 - Cronosquadre: vincitore
Richmond 2015 - Cronosquadre: vincitore
Richmond 2015 - In linea Elite: ritirato
Doha 2016 - Cronosquadre: 2º
Doha 2016 - In linea Elite: ritirato
Bergen 2017 - Cronosquadre: 2º
Innsbruck 2018 - Cronosquadre: ritirato
Glasgow 2023 - In linea Elite: ritirato
- Campionati del mondo su pista

Palma di Maiorca 2007 - Inseguimento a squadre: 12º
Palma di Maiorca 2007 - Corsa a punti: 18°
- Campionati del mondo gravel

Veneto 2022 - Elite: 2º

### Competizioni europee
- Campionati europei su pista

Atene 2006 - Corsa a punti Under-23: 6°
- Campionati europei gravel

Belgio 2023 - Elite: 47°

## Riconoscimenti
- Memorial Gastone Nencini: 2010
- Premio Coraggio e Avanti: 2010[3]